# Marck-Gletscher
Der Marck-Gletscher ist ein Gletscher im Norden der Thurston-Insel vor der Eights-Küste des westantarktischen Ellsworthlands. Er fließt dort in den südwestlichen Ausläufer des Cadwalader Inlet.
Das Advisory Committee on Antarctic Names benannte ihn im Jahr 2003 nach George H. Marck (1923–2002), der im Rahmen der von der United States Navy durchgeführten Operation Highjump (1946–1947) an der Erstellung von Luftaufnahmen von der Thurston-Insel und der benachbarten Festlandküste beteiligt war.